# Heilige boek van de grote onzichtbare Geest
Het Heilige boek van de grote onzichtbare Geest  is een gnostisch geschrift, dat in twee Koptische vertalingen bekend is. Beide vertalingen maakten deel uit van de vondst van de Nag  Hammadigeschriften in 1945. Er moet een oorspronkelijk Griekse tekst zijn geweest, maar daar is nooit iets van gevonden. Er is op het vakgebied consensus, dat de twee vertalingen onafhankelijk van elkaar zijn ontstaan en ook gebaseerd moeten zijn op twee verschillende Griekse versies. Het werk staat ook wel bekend als het Evangelie van de Egyptenaren omdat die naam vermeld staat aan het begin van het colofon van een van de vertalingen. Er ontstaat daardoor soms verwarring met een apocrief evangelie van dezelfde naam, dat in de literatuur van enkele kerkvaders genoemd wordt. De oorspronkelijk Griekse tekst moet rond het midden van de tweede eeuw geschreven zijn.
In de tekst spelen dooprituelen en theurgische apecten een belangrijke rol. Theurgie is een vorm van magie waarbij het gaat om bezwering ofwel het beheersen en aanwenden van het goddelijke ten bate van de mens. Het kennen van de magische namen van de goddelijke krachten is essentieel voor het verheven kunnen worden naar de goddelijke wereld en uiteindelijk de verlossing. 
Het historisch belang van  het Heilige boek van de grote onzichtbare Geest is onder meer, dat hierin een aantal hymnen bewaard zijn  gebleven die als een liturgische tekst voor dooprituelen gebruikt werden, alsmede magische formules gebaseerd op zeven vocalen die steeds tweeëntwintig maal herhaald worden. Dat zijn  i, ẽ, o, u, e, a, õ. Een voorbeeld van een hymne bij een doopritueel in de gnostische gemeenschap waar deze tekst ontstond,  is 
Iẽ Ieus ẽõ ou õua!
 Waarlijk, waarlijk!
Jesseus Mazareus Jessedekeus, Levend water!
 Kind van het kind, glorierijke naam!
Waarlijk, waarlijk! Eon-die -is! 
iiii ẽẽẽẽ eeee oooo uuuu õõõõ aaaa!
Waarlijk, waarlijk! 
Ei aaaa õõõõ, Hij-die-is, die de eonen ziet! 
Waarlijk, waarlijk!
Aee ẽẽẽ iii uuuuuu õõõõõõõõõ, die eeuwig bestaat! 
Waarlijk, waarlijk! 
Iẽa aiõ, in het hart Hij-die-is
Uaei eisaei eioei eiosei! 
Een aantal goddelijke gestaltes, zoals Youël, komen ook voor in gnostische teksten van latere datum zoals  Zostrianus en   Allogenes. Er zijn een aantal christelijke aspecten in het werk, maar het werk behoort tot dat deel van de gnostische literatuur waarin Christus geen rol speelt. Jezus wordt een aantal malen genoemd, maar nooit in de rol van Christus. Het werk is dan ook maar in zeer beperkte mate een christelijke tekst te noemen. In de tekst is de rol van de verlosser uitdrukkelijk aan Seth de derde zoon van Adam en Eva.

## Essentie van de inhoud
De tekst begint met een lofprijzing aan de hoogste goddelijke zijnsvorm in het verhaal, de grote onzichtbare Geest. De tekst van het  verhaal daarna kan in twee delen onderscheiden worden. Het eerste deel beschrijft de andere goddelijke zijnsvormen die uit de grote onzichtbare Geest voortkwamen. Het beschreven pleroma bevat nogal wat namen van goddelijke gestalten die in andere gnostische literatuur voorkomen, maar ook veel die daarin ontbreken. In de gnostiek is pleroma de benaming voor de volheid, de structuur en  verblijfplaats van de goddelijke wereld. 
Na de beschrijving van het pleroma volgt in de tekst een beving die chaos veroorzaakt. Na duizenden jaren ontstaat uit de chaos de demiurg, die  hier de naam Sakla heeft. Sakla creëert een aantal kwade krachten. De tekst in de  rest van dit deel vervolgt dan met de in het sethianisme gebruikelijke  scheppingsmythe van de wereld en de mens. Dit deel volgt de lijn van het verhaal van het Apocryphon van Johannes
Sakla roept net zoals de demiurg in veel andere gnostische teksten uit dat hij een jaloerse god is en er buiten hem geen andere god  bestaat. Vanuit het pleroma komt hierop een reactie. Het in de mensen aanwezige  zaad van de demiurg wordt gemengd met het  zaad  van Seth, dat later voor het  onvergankelijke ras  zorgt. 
In het tweede deel tracht de demiurg het zaad van Seth te vernietigen door een zondvloed, het creëren van een storm van vuur en zwavel en grote hongersnoden.  Dit deel van de tekst heeft grote overeenstemming met de Openbaring van Adam. Drie keer daalt Seth af naar de aarde om dat te voorkomen. Bij de derde keer worden de boze machten verslagen.  
De tekst besluit met een aantal hymnes. In een epiloog wordt beschreven dat Seth zelf de tekst van het verhaal schreef en het verborg in de bergen, zodat het door latere generaties gelezen kon worden. 